# Cladiella brachyclados
Cladiella brachyclados är en korallart som beskrevs av Ehrenberg 1834. Cladiella brachyclados ingår i släktet Cladiella och familjen läderkoraller. Inga underarter finns listade i Catalogue of Life.